# The Fighting Frontiersman
The Fighting Frontiersman è un film del 1946 diretto da Derwin Abrahams.
È un western statunitense ambientato nel Joseph E. Winner con Charles Starrett, Helen Mowery e Smiley Burnette. Fa parte della serie di film western della Columbia incentrati sul personaggio di Durango Kid.

## Produzione
Il film, diretto da Derwin Abrahams su una sceneggiatura di Ed Earl Repp, fu prodotto da Colbert Clark per la Columbia Pictures e girato nell'Iverson Ranch a Chatsworth, Los Angeles, California, dall'11 al 19 giugno 1946. Il titolo di lavorazione fu Big Bend Badmen.

## Distribuzione
Il film fu distribuito negli Stati Uniti dal 10 dicembre 1946 al cinema dalla Columbia Pictures.
Altre distribuzioni:
- in Danimarca il 19 marzo 1951 (Det spanske guld)
- in Brasile (Alma de Aventureiro)
- nel Regno Unito (Golden Lady)

## Promozione
Le tagline sono:
- GUNNIN' FOR GOLD WITH HOT LEAD...TOP TUNES...AND WHAT LAUGHS!
- DURANGO AND SMILEY BLAST THE BADMEN OUT OF THE BADLANDS...in a drama ringing with action...laughter and cowboy tunes!
- THE WEST'S GREATEST THRILL-TUNE- AND- MIRTH PARTNERS!
- THE WEST'S ACTION-RHYTHM -AND-FUN CHAMPS
- JUSTICE...DEALT WITH FLAMING SIX GUNS!
- The West's Greatest Thrill-Tune-And-Mirth Partners!
- FIGHTING DURANGO AND FUNNY SMILEY hunt hidden treasure!